# نون چای

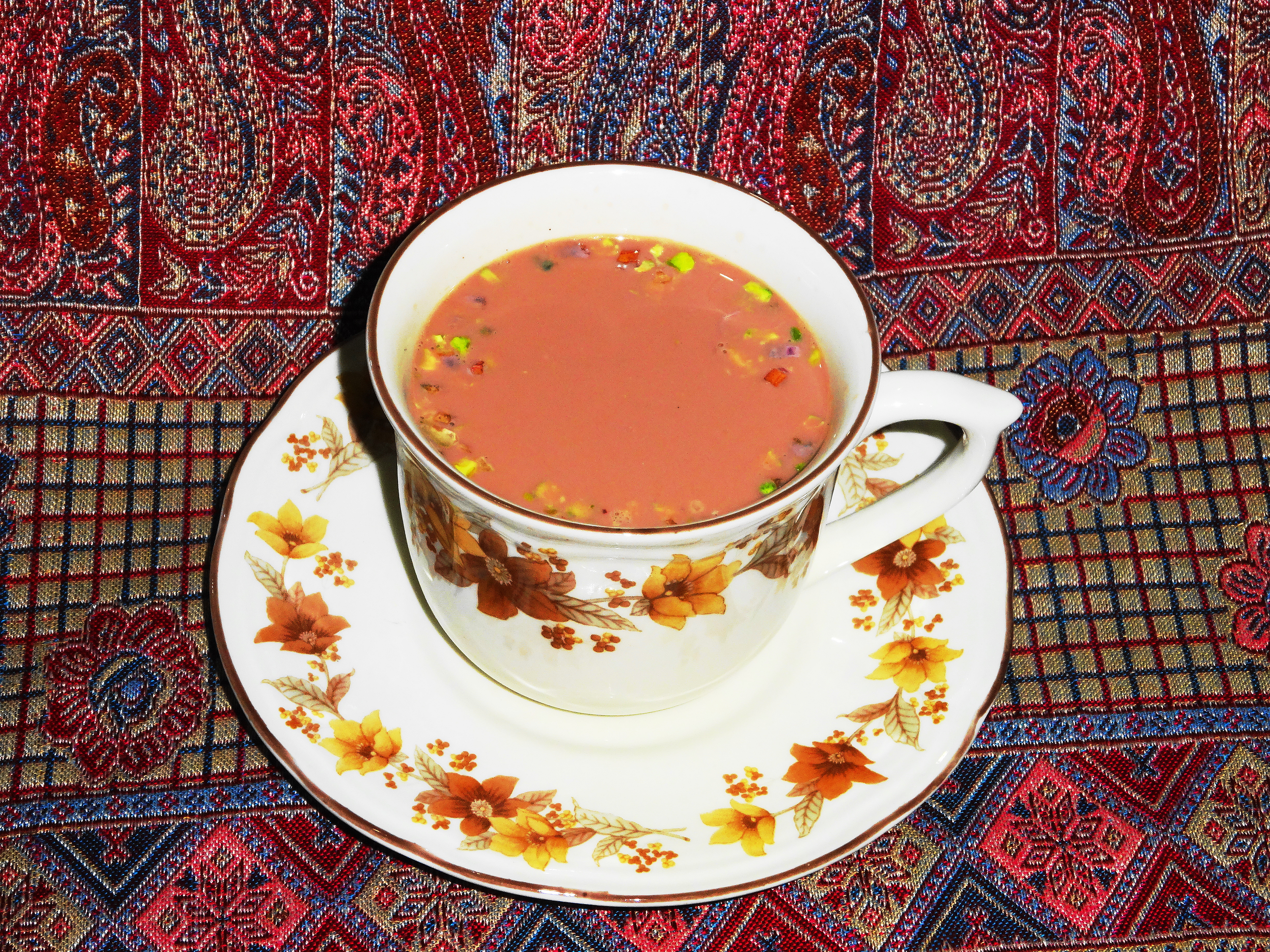
نون چای

نون چای (چای کشمیری، چای صورتی یا شیرچای) نوشیدنی چای سنتی متعلق به کشمیر است. این نوشیدنی از برگ‌های چای خاص، شیر، نمک، شکر، پسته، بادام و هل درست می‌شود.